# Третьяково (Духовщинский район)
 Третьяко́во— деревня  в  Смоленской области России,  в Духовщинском районе. Расположена в центральной части области  в 6  км к юго-востоку от Духовщины, в 12,5 км к северо-западу от Ярцева на автодороге Ярцево (М1 «Беларусь») – Духовщина.
Население — 385 жителей  (2007 год). Административный центр Третьяковского сельского поселения.